# Nicolas Roche
Nicolas Roche (ur. 3 lipca 1984 w Conflans-Sainte-Honorine) – irlandzki kolarz szosowy.
Największym sukcesem zawodnika jest zwycięstwo w wyściugu Route du Sud w 2014 oraz dwa wygrane etapy Vuelta a España w 2013 i 2015. Jest dwukrotnym mistrzem Irlandii zawodowców. Jest synem słynnego kolarza irlandzkiego Stephena Roche’a i matki Francuzki.

## Najważniejsze osiągnięcia
2006
- 1. miejsce na 4. etapie Tour de l’Avenir

2007
- 1. miejsce w mistrzostwach Irlandii (jazda indywidualna na czas)

2008
- 1. miejsce na 1. etapie Tour du Limousin
- 1. miejsce na 1. etapie GP Internacional Paredes Rota dos Móveis

2009
- 1. miejsce w mistrzostwach Irlandii (start wspólny)

2010
- 5. miejsce w Volta a Catalunya
- 8. miejsce w Clásica de San Sebastián
- 7. miejsce w Vuelta a España

2011
- 1. miejsce na 3. etapie Tour of Beijing

2012
- 2. miejsce w mistrzostwach Irlandii (start wspólny)
- 3. miejsce w mistrzostwach Irlandii (jazda ind. na czas)

2013
- 5. miejsce w Vuelta a España
  - 1. miejsce na 2. etapie
  - koszulka lidera przez 1 etap (9.)
- 5. miejsce w Clásica de San Sebastián

2014
- 1. miejsce w Route du Sud
  - 1. miejsce na 2. etapie

2015
- 1. miejsce na 18. etapie Vuelta a España

2016
- 2. miejsce w Abu Dhabi Tour

2019
- 10. miejsce w Tour de Suisse

2020
- 2. miejsce w mistrzostwach Irlandii (start wspólny)
- 2. miejsce w mistrzostwach Irlandii (jazda ind. na czas)

2021
- 2. miejsce w mistrzostwach Irlandii (jazda ind. na czas)

## Starty w Wielkich Tourach
| Grand Tour | 2007 | 2008 | 2009 | 2010 | 2011 | 2012 | 2013 | 2014 | 2015 | 2016 | 2017 | 2018 | 2019 | 2020 | 2021 |
| ---------- | ---- | ---- | ---- | ---- | ---- | ---- | ---- | ---- | ---- | ---- | ---- | ---- | ---- | ---- | ---- |
| Giro       | 123. | -    | -    | -    | -    | -    | -    | 30.  | -    | 24.  | -    | DNF  | -    | -    | 59.  |
| Tour       | -    | -    | 22.  | 14.  | 25.  | 12.  | 40.  | 39.  | 35.  | -    | 33.  | -    | 45.  | 64.  | -    |
| Vuelta     | -    | 13.  | -    | 7.   | 16.  | 12.  | 5.   | -    | 26.  | -    | 14.  | 40.  | DNF  | -    | -    |

## Rankingi
| Rok                | 2004  | 2005 | 2006 | 2007 | 2008 | 2009 | 2010 | 2011 | 2012 | 2013 | 2014 | 2015 | 2016 | 2017 | 2018  | 2019 | 2020 | 2021 |
| ------------------ | ----- | ---- | ---- | ---- | ---- | ---- | ---- | ---- | ---- | ---- | ---- | ---- | ---- | ---- | ----- | ---- | ---- | ---- |
| UCI World Ranking  | 1069. |      |      |      |      |      |      |      |      |      |      |      |      |      |       |      |      |      |
| UCI ProTour        |       | -    | -    | 190. | -    |      |      |      |      |      |      |      |      |      |       |      |      |      |
| UCI World Calendar |       |      |      |      |      | 144. | 32.  |      |      |      |      |      |      |      |       |      |      |      |
| UCI World Tour     |       |      |      |      |      |      |      | 131. | 73.  | 36.  | 193. | 113. | 176. | 77.  | 213.  |      |      |      |
| World Ranking      |       |      |      |      |      |      |      |      |      |      |      |      | 110. | 81.  | 171.  | 352. | 245. | 472. |
| UCI Europe Tour    |       |      |      |      |      |      |      |      |      |      |      |      | 113. | 268. | 1029. | 284. | 203. | 384. |
| UCI Asia Tour      |       |      |      |      |      |      |      |      |      |      |      |      | 36.  | -    | 63.   |      |      |      |
| UCI America Tour   |       |      |      |      |      |      |      |      |      |      |      |      | 251. | -    | -     |      |      |      |
|                    |       |      |      |      |      |      |      |      |      |      |      |      |      |      |       |      |      |      |
| Źródło: UCI        |       |      |      |      |      |      |      |      |      |      |      |      |      |      |       |      |      |      |